# Donashano Malama
Donashano Malama, né le 1er septembre 1991 à Chililabombwe (Zambie), est un footballeur international zambien, qui évolue au poste de défenseur à ZESCO United.

## Biographie

### Carrière en sélection
Il joue son premier match en équipe de Zambie le 28 avril 2013, en amical contre le Zimbabwe (victoire 2-0).
Il participe avec l'équipe de Zambie à la Coupe COSAFA en 2015, 2016 et 2017. Il atteint la finale de cette compétition en 2017, en étant battu par le Zimbabwe.
Il dispute également la Coupe d'Afrique des nations 2015 et le championnat d'Afrique des nations 2018. Il atteint les quarts de finale du championnat d'Afrique des nations, en étant éliminé par le Soudan.

## Palmarès
- Finaliste de la Coupe COSAFA en 2017 avec l'équipe de Zambie